# Windmill Lane Studios
Windmill Lane Studios, также известная как «студия U2» — студия звукозаписи, расположенная в Дублине (Ирландия). Была основана в 1978 году Брайаном Мастерсоном, который являлся директором компании и главным звукоинженером. В 2009 году студия перешла в собственность музыкального колледжа Pulse Recording College.
Несмотря на то, что в начале 1990-х годов студия переехала на Рингсенд-Роуд, старое здание на Виндмилл-Лэйн осталось достопримечательностью Дублина, привлекающим поклонников U2 и туристов со всего мира.
Местные активисты осуждали планы реконструкции старого здания и превращения его в шестиэтажный бизнес-центр.

## Наследие
Windmill Lane Studios стала широко известна в международных музыкальных кругах благодаря сотрудничеству с популярными музыкантами ирландского происхождения, такими как U2, Шинейд О’Коннор, Элинор Макевой, Лиам Клэнси, The Corrs и Clannad, пока Ван Моррисон не приобрёл её в своё личное пользование в 2006 году. Группа Juniper во время творческий активности в 1990-х именно здесь записала часть своего материала, включая песню, которая в итоге привела к творческим разногласиям и стала причиной распада группы.
Песня группы The Clannad «Theme from Harry’s Game», ставшая хитом в Нидерландах, Швеции и Великобритании, как и на родине музыкантов — в Ирландии, была также записана в Windmill Lane Studios. К услугам студии прибегали и зарубежные артисты — в их числе The Rolling Stones, Status Quo, Кейт Буш, Кайли Миноуг, R.E.M., Элвис Костелло, The Waterboys и Spice Girls.
Среди альбомов, которые были полностью или частично записаны в студии, фигурируют Boy, War и The Joshua Tree группы U2; Back on Top, Magic Time и Pay the Devil Ван Моррисона, Hounds of Love Кейт Буш, Fisherman’s Blues The Waterboys и Spike Элвиса Костелло. На студии работали такие известные продюсеры, как Стив Лиллиуайт, Брайан Ино, Даниэль Лануа, Стивен Стрит, Джефф Эмерик, Нелли Хупер, Тревор Хорн, Флад и Дон Уос.
Поскольку Windmill Lane Studios располагала одними из самых вместительных студийных помещений в Ирландии, на ней регулярно записывались оркестры.
Частое упоминание в прессе, в частности, в газете The New York Times, способствовало росту популярности студии Windmill Lane Studios и как туристической достопримечательности. Стены студии покрывает большое количество граффити, оставленных как дань уважения музыкантам, прежде всего U2.